# Жан Анри Фабр
Жан Анри Фабр (фр. Jean-Henri Fabre; Сен Леон, 21. децембар 1823 — Серињан д Конта, 11. октобар 1915) био је француски ентомолог и писац, члан многих научних друштава, носилац ордена Легије части (1910).
Фабр је рођен у веома сиромашној породици. Најпознатији је по својим открићима у области ентомологије, посебно по популарним књигама које је написао о проучавању понашања инсеката. На ову тему написао је велики број кратких есеја, који су прикупљени и објављени под насловом Souvenirs Entomologiques.